# Alessandro Dal Canto
Alessandro Dal Canto (Castelfranco Veneto, 10 marzo 1975) è un allenatore di calcio ed ex calciatore italiano, di ruolo difensore.

## Carriera

### Giocatore

#### Club

##### Gli inizi, Juventus
La sua carriera iniziò nelle file della Juventus, con cui esordì da professionista il 27 gennaio 1993 in occasione della vittoriosa sfida di Coppa Italia (2-1) contro il Parma; tra le stagioni 1992-1993 e 1993-1994 disputò altre 3 partite in Serie A con la maglia bianconera, con l'esordio in campionato risalente al 14 marzo 1993 in Brescia-Juventus (2-0).

##### Vicenza, Torino, Venezia e Bologna
In seguito passò per una prima volta al Vicenza, con cui, in Serie B, disputò 35 partite, realizzando anche il primo gol da professionista. Nel 1995-1996 fu al Torino, con il quale giocò 16 partite nella massima serie per poi ritornare, la stagione successiva, in serie cadetta nelle file del Vicenza.
Nel dicembre 1996 passò al Venezia, dove rimase per quattro stagioni, scendendo in campo 96 volte tra Serie A e B e siglando 2 reti. Nel gennaio 2000 si trasferì al Bologna, con cui disputò 18 partite prima di passare, nell'ottobre successivo, nuovamente al L.R. Vicenza, dove rimase tre stagioni, disputando 49 incontri e segnando una rete.

Un giovane Dal Canto in azione alla Juventus nei primi anni 1990

##### Uralan e ritorno al Vicenza
Nel gennaio 2003 un nuovo trasferimento che lo fece diventare uno dei primi italiani a giocare nell'Est europeo, precisamente in Russia, con la maglia dell'Uralan, con la quale giocò 21 partite nella Premjer-Liga, divenendo il primo giocatore italiano di sempre a militarvi. Ritornò in Italia nel gennaio 2004 per vestire nuovamente la maglia del Vicenza, con cui giocò 11 partite, per un totale di 97 con la maglia biancorossa.

##### Ultimi anni e ritiro
Nella stagione 2004-2005 giocò ancora in Serie B, ma con la maglia del Catanzaro (26 presenze), per poi passare, nella stagione successiva, in Serie C1, tra le file del Perugia (13 presenze). Trascorse in Umbria solo mezza stagione, dato che nel gennaio 2006 si trasferì all'AlbinoLeffe dove rimase due stagioni, collezionando 47 presenze totali. Nell'estate 2007, svincolato, venne ingaggiato dal Treviso, dove chiuse la carriera nel 2009.

#### Nazionale
Dal 1992 al 1993 ha giocato 5 partite con la nazionale Under-18, mentre nel 1997 ha giocato 4 partite con la nazionale Under-23. Ha partecipato nelle file della selezione padana all'edizione 2008 della Viva World Cup, campionato mondiale di calcio tra nazionali della NF-Board e non riconosciute dalla FIFA, edizione vinta dalla stessa Padania.

### Allenatore

#### Gli inizi
Il 16 luglio 2009 diviene l'allenatore della formazione Primavera del Padova. Il 15 marzo 2011, dopo l'esonero di Alessandro Calori, gli viene affidata la guida della prima squadra biancoscudata, in Serie B, con cui debutta il successivo 19 marzo nella vittoriosa sfida contro il Pescara (2-0). Con i patavini sfiora la promozione in Serie A, perdendo la finale play-off contro il Novara.
I buoni risultati ottenuti con i biancoscudati gli valgono la conferma alla guida della prima squadra. Alla fine della stagione 2011-2012, dopo aver mancato l'accesso alla zona play-off, non viene riconfermato sulla panchina della squadra. Frattanto il 5 luglio 2012 acquisisce a Coverciano con il massimo dei voti il titolo di allenatore di Prima Categoria UEFA Pro e quindi il diritto di ricoprire il ruolo di tecnico in una squadra della massima serie.
Il 28 gennaio 2013 viene chiamato alla guida del Vicenza, dopo l'esonero di Roberto Breda; a fine campionato non riesce a evitare la retrocessione della squadra berica in Lega Pro. Il successivo 3 luglio diventa l'allenatore del Venezia, venendo esonerato il 20 ottobre 2014, alla nona giornata del campionato di Lega Pro.
Il 13 luglio 2015 viene nominato selezionatore dell'Italia under 17, con cui raggiunge la fase finale del campionato europeo di categoria in Azerbaigian, venendo eliminato dopo le tre partite del girone.
Il 17 giugno 2016 passa alla guida della formazione Primavera dell'Empoli, con cui raggiunge la finale del Torneo di Viareggio 2017 persa contro il Sassuolo. Il successivo 19 giugno viene nominato allenatore della formazione Primavera della Juventus. Con i bianconeri viene eliminato agli ottavi di Coppa Italia dal Torino e nella semifinale del Torneo di Viareggio e di campionato per mano di Fiorentina e Inter.

#### Arezzo, Siena e Livorno
Il 13 giugno 2018 lascia il club piemontese e lo stesso giorno diventa il tecnico dell'Arezzo che guida ad un buon quarto posto nel girone e fino alla semifinale play-off.
La stagione successiva non rinnova e il 4 luglio 2019 firma un contratto con la Robur Siena.. Arriva 6º nel girone A della Serie C e perde il secondo turno dei play-off.
Data la mancata iscrizione della formazione bianconera, il 16 settembre 2020 viene ufficializzato come nuovo allenatore del Livorno, sempre in Serie C. Il 1º marzo 2021, con la squadra penultima in classifica, viene sollevato dall'incarico.

#### Viterbese e Carrarese
Il 10 maggio 2021 viene annunciato come nuovo tecnico della Viterbese, militante nel girone B della Serie C, per la stagione 2021-2022. Il 4 ottobre, dopo 7 giornate di campionato e solo 3 punti conquistati che inchiodano la squadra all'ultimo posto della classifica, viene esonerato. Il 6 marzo 2022 viene richiamato alla guida dei laziali, al posto dell'esonerato Francesco Punzi, con la squadra al penultimo posto, assieme all'Imolese. Raggiunge il sedicesimo posto e si salva ai play-out battendo la Fermana.
L'11 luglio 2022 firma un annuale con la Carrarese. La sua squadra si piazza al quarto posto in campionato venendo eliminata al secondo turno dei play-off per mano dell'Ancona. La stagione seguente, dopo 21 giornate e la sconfitta nel derby contro l'Arezzo, il 16 gennaio 2024 viene esonerato dalla società toscana, con la squadra al quarto posto.

#### Cittadella
Il 14 ottobre 2024 diventa il nuovo tecnico del Cittadella, in quel momento terzultimo in Serie B, al posto dell'esonerato Edoardo Gorini. Il 13 maggio 2025 perdendo l'ultima giornata di Serie B in casa contro la Salernitana (0-2), la squadra veneta si classifica al diciannovesimo posto e retrocede in Serie C dopo nove campionati consecutivi in cadetteria.

## Statistiche

### Presenze e reti nei club
| Stagione           | Squadra            | Campionato         | Campionato | Campionato | Coppe nazionali | Coppe nazionali | Coppe nazionali | Coppe continentali | Coppe continentali | Coppe continentali | Altre coppe | Altre coppe | Altre coppe | Totale | Totale |
| Stagione           | Squadra            | Comp               | Pres       | Reti       | Comp            | Pres            | Reti            | Comp               | Pres               | Reti               | Comp        | Pres        | Reti        | Pres   | Reti   |
| ------------------ | ------------------ | ------------------ | ---------- | ---------- | --------------- | --------------- | --------------- | ------------------ | ------------------ | ------------------ | ----------- | ----------- | ----------- | ------ | ------ |
| 1991-1992          | Juventus           | A                  | 0          | 0          | CI              | -               | -               | -                  | -                  | -                  | -           | -           | -           | 0      | 0      |
| 1992-1993          | Juventus           | A                  | 3          | 0          | CI              | 1               | 0               | CU                 | 0                  | 0                  | -           | -           | -           | 4      | 0      |
| 1993-1994          | Juventus           | A                  | 0          | 0          | CI              | 0               | 0               | CU                 | 0                  | 0                  | -           | -           | -           | 0      | 0      |
| Totale Juventus    | Totale Juventus    | Totale Juventus    | 3          | 0          |                 | 1               | 0               |                    | 0                  | 0                  |             | -           | -           | 4      | 0      |
| 1994-1995          | L.R. Vicenza       | B                  | 35         | 1          | CI              | 2               | 0               | -                  | -                  | -                  | -           | -           | -           | 37     | 1      |
| 1995-1996          | Torino             | A                  | 16         | 0          | CI              | 1               | 0               | -                  | -                  | -                  | -           | -           | -           | 17     | 0      |
| lug.-dic. 1996     | L.R. Vicenza       | A                  | 2          | 0          | CI              | 1               | 0               | -                  | -                  | -                  | -           | -           | -           | 3      | 0      |
| dic. 1996-1997     | Venezia            | B                  | 25         | 0          | CI              | -               | -               | -                  | -                  | -                  | -           | -           | -           | 25     | 0      |
| 1997-1998          | Venezia            | B                  | 34         | 2          | CI              | 2               | 0               | -                  | -                  | -                  | -           | -           | -           | 36     | 2      |
| 1998-1999          | Venezia            | A                  | 27         | 0          | CI              | 3               | 0               | -                  | -                  | -                  | -           | -           | -           | 30     | 0      |
| 1999-gen. 2000     | Venezia            | A                  | 10         | 0          | CI              | 4               | 0               | -                  | -                  | -                  | -           | -           | -           | 14     | 0      |
| Totale Venezia     | Totale Venezia     | Totale Venezia     | 96         | 2          |                 | 9               | 0               |                    | -                  | -                  |             | -           | -           | 105    | 2      |
| gen.-giu. 2000     | Bologna            | A                  | 17         | 0          | CI              | -               | -               | CU                 | -                  | -                  | -           | -           | -           | 17     | 0      |
| 2000-gen. 2001     | Bologna            | A                  | 1          | 0          | CI              | 2               | 0               | -                  | -                  | -                  | -           | -           | -           | 3      | 0      |
| Totale Bologna     | Totale Bologna     | Totale Bologna     | 18         | 0          |                 | 2               | 0               |                    | -                  | -                  |             | -           | -           | 20     | 0      |
| gen.-giu. 2001     | L.R. Vicenza       | A                  | 24         | 1          | CI              | -               | -               | -                  | -                  | -                  | -           | -           | -           | 24     | 1      |
| 2001-2002          | L.R. Vicenza       | B                  | 24         | 0          | CI              | 3               | 0               | -                  | -                  | -                  | -           | -           | -           | 27     | 0      |
| 2002-gen. 2003     | L.R. Vicenza       | B                  | 2          | 0          | CI              | 1               | 0               | -                  | -                  | -                  | -           | -           | -           | 3      | 0      |
| 2003               | Uralan             | PL                 | 21         | 0          | CR+CdL          | 1+1             | 0+0             |                    | -                  | -                  | -           | -           | -           | 23     | 0      |
| gen.-giu. 2004     | L.R. Vicenza       | B                  | 11         | 0          | CI              | -               | -               | -                  | -                  | -                  | -           | -           | -           | 24     | 1      |
| Totale Vicenza     | Totale Vicenza     | Totale Vicenza     | 98         | 2          |                 | 7               | 0               |                    | -                  | -                  |             | -           | -           | 105    | 2      |
| 2004-2005          | Catanzaro          | B                  | 26         | 0          | CI              | 2               | 0               | -                  | -                  | -                  | -           | -           | -           | 28     | 0      |
| 2005-gen. 2006     | Perugia            | C1                 | 13         | 0          | -               | -               | -               | -                  | -                  | -                  | -           | -           | -           | 13     | 0      |
| gen.-giu. 2006     | AlbinoLeffe        | B                  | 15+1       | 0          | CI              | -               | -               | -                  | -                  | -                  | -           | -           | -           | 16     | 0      |
| 2006-2007          | AlbinoLeffe        | B                  | 32         | 0          | CI              | 2               | 0               | -                  | -                  | -                  | -           | -           | -           | 34     | 0      |
| Totale Albinoleffe | Totale Albinoleffe | Totale Albinoleffe | 48         | 0          |                 | 2               | 0               |                    | -                  | -                  |             | -           | -           | 50     | 0      |
| 2007-2008          | Treviso            | B                  | 17         | 0          | CI              | 2               | 0               | -                  | -                  | -                  | -           | -           | -           | 19     | 0      |
| 2008-2009          | Treviso            | B                  | 14         | 0          | CI              | -               | -               | -                  | -                  | -                  | -           | -           | -           | 14     | 0      |
| Totale Treviso     | Totale Treviso     | Totale Treviso     | 31         | 0          |                 | 2               | 0               |                    | -                  | -                  |             | -           | -           | 33     | 0      |
| Totale carriera    | Totale carriera    | Totale carriera    | 370        | 4          |                 | 28              | 0               |                    | 0                  | 0                  |             | -           | -           | 398    | 4      |

### Statistiche da allenatore

#### Club
Statistiche aggiornate al 13 maggio 2025.
| Stagione         | Squadra          | Campionato       | Campionato | Campionato | Campionato | Campionato | Coppe nazionali | Coppe nazionali | Coppe nazionali | Coppe nazionali | Coppe nazionali | Coppe continentali | Coppe continentali | Coppe continentali | Coppe continentali | Coppe continentali | Altre coppe | Altre coppe | Altre coppe | Altre coppe | Altre coppe | Totale | Totale | Totale | Totale | % Vittorie | Piazzamento       |
| Stagione         | Squadra          | Comp             | G          | V          | N          | P          | Comp            | G               | V               | N               | P               | Comp               | G                  | V                  | N                  | P                  | Comp        | G           | V           | N           | P           | G      | V      | N      | P      | %          | Piazzamento       |
| ---------------- | ---------------- | ---------------- | ---------- | ---------- | ---------- | ---------- | --------------- | --------------- | --------------- | --------------- | --------------- | ------------------ | ------------------ | ------------------ | ------------------ | ------------------ | ----------- | ----------- | ----------- | ----------- | ----------- | ------ | ------ | ------ | ------ | ---------- | ----------------- |
| mar.-giu. 2011   | Padova           | B                | 11+4       | 7+1        | 4+2        | 0+1        | CI              | -               | -               | -               | -               | -                  | -                  | -                  | -                  | -                  | -           | -           | -           | -           | -           | 15     | 8      | 6      | 1      | 53,33      | Sub., 5º          |
| 2011-2012        | Padova           | B                | 42         | 18         | 9          | 15         | CI              | 2               | 1               | 0               | 1               | -                  | -                  | -                  | -                  | -                  | -           | -           | -           | -           | -           | 44     | 19     | 9      | 16     | 43,18      | 7º                |
| Totale Padova    | Totale Padova    | Totale Padova    | 57         | 26         | 15         | 16         |                 | 2               | 1               | 0               | 1               |                    | -                  | -                  | -                  | -                  |             | -           | -           | -           | -           | 59     | 27     | 15     | 17     | 45,76      |                   |
| gen.-giu. 2013   | Vicenza          | B                | 19         | 7          | 2          | 10         | CI              | -               | -               | -               | -               | -                  | -                  | -                  | -                  | -                  | -           | -           | -           | -           | -           | 19     | 7      | 2      | 10     | 36,84      | Sub., 19º (retr.) |
| 2013-2014        | Venezia          | 1D               | 30         | 12         | 5          | 13         | CI+CI-LP        | 1+2             | 0+1             | 1+0             | 0+1             | -                  | -                  | -                  | -                  | -                  | -           | -           | -           | -           | -           | 33     | 13     | 6      | 14     | 39,39      | 10º               |
| lug.-ott. 2014   | Venezia          | LP               | 9          | 3          | 1          | 5          | CI+CI-LP        | 2+0             | 1+0             | 0+0             | 1+0             | -                  | -                  | -                  | -                  | -                  | -           | -           | -           | -           | -           | 11     | 4      | 1      | 6      | 36,36      | Eson.             |
| Totale Venezia   | Totale Venezia   | Totale Venezia   | 39         | 15         | 6          | 18         |                 | 5               | 2               | 1               | 2               |                    | -                  | -                  | -                  | -                  |             | -           | -           | -           | -           | 44     | 17     | 7      | 20     | 38,64      |                   |
| 2018-2019        | Arezzo           | C                | 37+5       | 16+2       | 16+1       | 5+2        | CI-C            | 2               | 0               | 2               | 0               | -                  | -                  | -                  | -                  | -                  | -           | -           | -           | -           | -           | 44     | 18     | 19     | 7      | 40,91      | 4º                |
| 2019-2020        | Siena            | C                | 27+2       | 10+1       | 10+0       | 7+1        | CI+CI-C         | 1+4             | 0+3             | 0+0             | 1+1             | -                  | -                  | -                  | -                  | -                  | -           | -           | -           | -           | -           | 34     | 14     | 10     | 10     | 41,18      | 6º                |
| 2020-mar. 2021   | Livorno          | C                | 27         | 5          | 9          | 13         | CI              | 1               | 0               | 0               | 1               | -                  | -                  | -                  | -                  | -                  | -           | -           | -           | -           | -           | 28     | 5      | 9      | 14     | 17,86      | Eson.             |
| 2021-2022        | Viterbese        | C                | 15+2       | 3+1        | 7+0        | 5+1        | CI-C            | 2               | 2               | 0               | 0               | -                  | -                  | -                  | -                  | -                  | -           | -           | -           | -           | -           | 19     | 6      | 7      | 6      | 31,58      | Eson., Sub., 16º  |
| 2022-2023        | Carrarese        | C                | 38+1       | 18         | 8          | 12+1       | CI-C            | 1               | 0               | 1               | 0               | -                  | -                  | -                  | -                  | -                  | -           | -           | -           | -           | -           | 40     | 18     | 9      | 13     | 45,00      | 4º                |
| 2023-gen. 2024   | Carrarese        | C                | 21         | 10         | 5          | 6          | CI-C            | 1               | 0               | 0               | 1               | -                  | -                  | -                  | -                  | -                  | -           | -           | -           | -           | -           | 22     | 10     | 5      | 7      | 45,45      | Eson.             |
| Totale Carrarese | Totale Carrarese | Totale Carrarese | 60         | 28         | 13         | 19         |                 | 2               | 0               | 1               | 1               |                    | -                  | -                  | -                  | -                  |             | -           | -           | -           | -           | 62     | 28     | 14     | 20     | 45,16      |                   |
| ott. 2024-2025   | Cittadella       | B                | 30         | 8          | 8          | 14         | CI              | -               | -               | -               | -               | -                  | -                  | -                  | -                  | -                  | -           | -           | -           | -           | -           | 30     | 8      | 8      | 14     | 26,67      | Sub., 19º (retr.) |
| Totale carriera  | Totale carriera  | Totale carriera  | 320        | 122        | 87         | 111        |                 | 19              | 8               | 4               | 7               |                    | -                  | -                  | -                  | -                  |             | -           | -           | -           | -           | 339    | 130    | 91     | 118    | 38,35      |                   |

#### Nazionale
| Squadra     | Naz               | dal            | al             | Record | Record | Record | Record     | Record | Record | Record | Record |
| G           | V                 | N              | P              | GF     | GS     | DR     | % Vittorie |        |        |        |        |
| ----------- | ----------------- | -------------- | -------------- | ------ | ------ | ------ | ---------- | ------ | ------ | ------ | ------ |
| Italia U-17 | Italia (bandiera) | 13 luglio 2015 | 30 giugno 2016 | 19     | 9      | 4      | 6          | 28     | 25     | +3     | 47,37  |

## Palmarès

### Giocatore

#### Club

##### Competizioni giovanili
- Campionato Primavera: 1

Juventus: 1993-1994
- Torneo di Viareggio: 1

Juventus: 1994

##### Competizioni internazionali
- Coppa UEFA: 1

Juventus: 1992-1993

#### Nazionale
- Giochi del Mediterraneo: 1

Bari 1997
- Coppa del mondo VIVA: 1

Padania: 2008